# Heteranthera mexicana
Heteranthera mexicana là một loài thực vật có hoa trong họ Pontederiaceae. Loài này được S.Watson mô tả khoa học đầu tiên năm 1883.